# Російська спілка ректорів
Російська спілка ректорів (рос. Российский союз ректоров, РСР) — загальноросійська громадська організація, що об'єднує більше 700 ректорів (керівників), президентів освітніх організацій вищої освіти Російської Федерації.

## Історія
Російський Союз ректорів був створений у 1992 році з ініціативи ректорів (керівників) вищих навчальних закладів Російської Федерації на основі Розпорядження Президента Російської Федерації № 723-рп від 25.11.1992, що підтримав створення Російського Союзу ректорів як загальноросійське громадське об'єднання, діяльність якого спрямована на розвитку зв'язків вищих навчальних закладів незалежно від їх відомчої підпорядкованості та форм власності у різних галузях деятельности.
Першим Президентом Союзу ректорів був (1992—1994) Володимир Миколайович Виноградов, ректор (1962—1993) Російського державного університету нафти і газу імені І. М. Губкіна, доктор технічних наук, професор, Герой Соціалістичної Праці.

## Структура
Для досягнення цілей діяльності Російський Союз ректорів вправі створювати структурні підрозділи — ради ректорів вузів федеральних округів, ради ректорів вузів суб'єктів Російської Федерації, які представляють інтереси Радянського Союзу ректорів на відповідних територіях федеральних округів, суб'єктів Російської Федерації.
Російським Союзом ректорів створено 72 ради ректорів суб'єктів Російської Федерації та 8 рад ректорів вузів федеральних округів Російської Федерації:
- Рада ректорів ВНЗ Центрального федерального округу;
- Рада ректорів Півдня Росії;
- Рада ректорів вузів Північно-Західного федерального округу;
- Рада ректорів вузів Далекосхідного федерального округу;
- Рада ректорів вузів Сибірського федерального округу;
- Рада ректорів Уральського федерального округу;
- Рада ректорів вузів Приволзького федерального округу;
- Рада ректорів ВНЗ Північно-Кавказького федерального округу.

## Звернення Спілки ректорів 4 березня 2022 року
4 березня 2022 року Спілка ректорів висловилася на підтримку вторгнення Росії в Україну. Лист підписали понад 260 ректорів (загалом у Російську спілку ректорів входять ректори приблизно 700 вузів).

### Вміст звернення
Звернення говорить про військову загрозу Росії з боку України, про російсько-українські науково-освітні зв'язки, закликає вести безперервний навчальний процес, виховувати в молоді патріотизм і згуртуватися навколо Путіна. Про вторгнення Росії в Україну говориться: «Дуже важливо в ці дні підтримати нашу країну, нашу армію, яка відстоює нашу безпеку, підтримати нашого Президента, який прийняв, можливо, найскладніше у своєму житті, вистраждане, але необхідне рішення».
«Нова газета» зазначає, що «вистраждане, але необхідне рішення» є фігурою замовчування, викликаною законом про фейки.

### Наслідки
Звернення широко висвітлювалося в російських ЗМІ. Ряд підписантів дали ЗМІ коментарі, які багато в чому збігаються за стилістикою і риторикою з самим зверненням.
За кордоном звернення викликало різко негативну реакцію і призвело до подальшої ізоляції російських университетов. Асоціація університетів Європи призупинила членство 12 російських університетів, ректори яких підписали звернення. Для організації Університети Сполученого Королівства[en] звернення до Радянського Союзу ректорів стало вирішальним аргументом, щоб засудити вторгнення Росії в Україну. Українські вузи ініціювали позбавлення підписантів листа вчених звань.
16 березня 2022 року Форум вільної Росії вніс усіх підписантів у свій санкційний «Список Путіна».
На думку «Нової газети», сформульовані у зверненні заклики були згодом використані вишами для відрахування студентів, які були затримані на акціях протесту проти вторгнення Росії в Україну.